# کنترل رادیویی

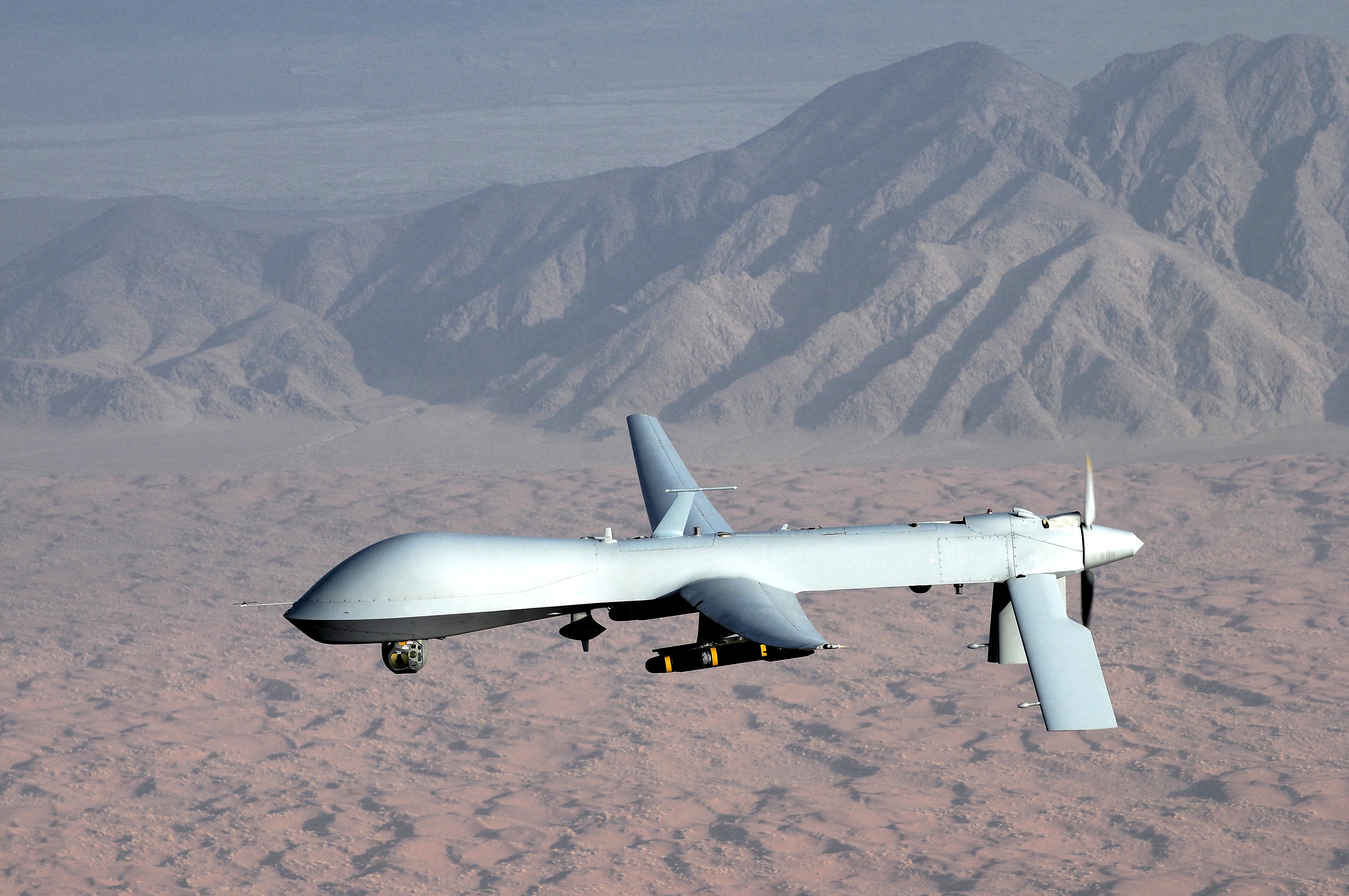
پهپاد ام‌کیو-۱ پرداتور نیروی هوایی ایالات متحده که از راه دور توسط یک خلبان بر روی زمین کنترل می‌شود.

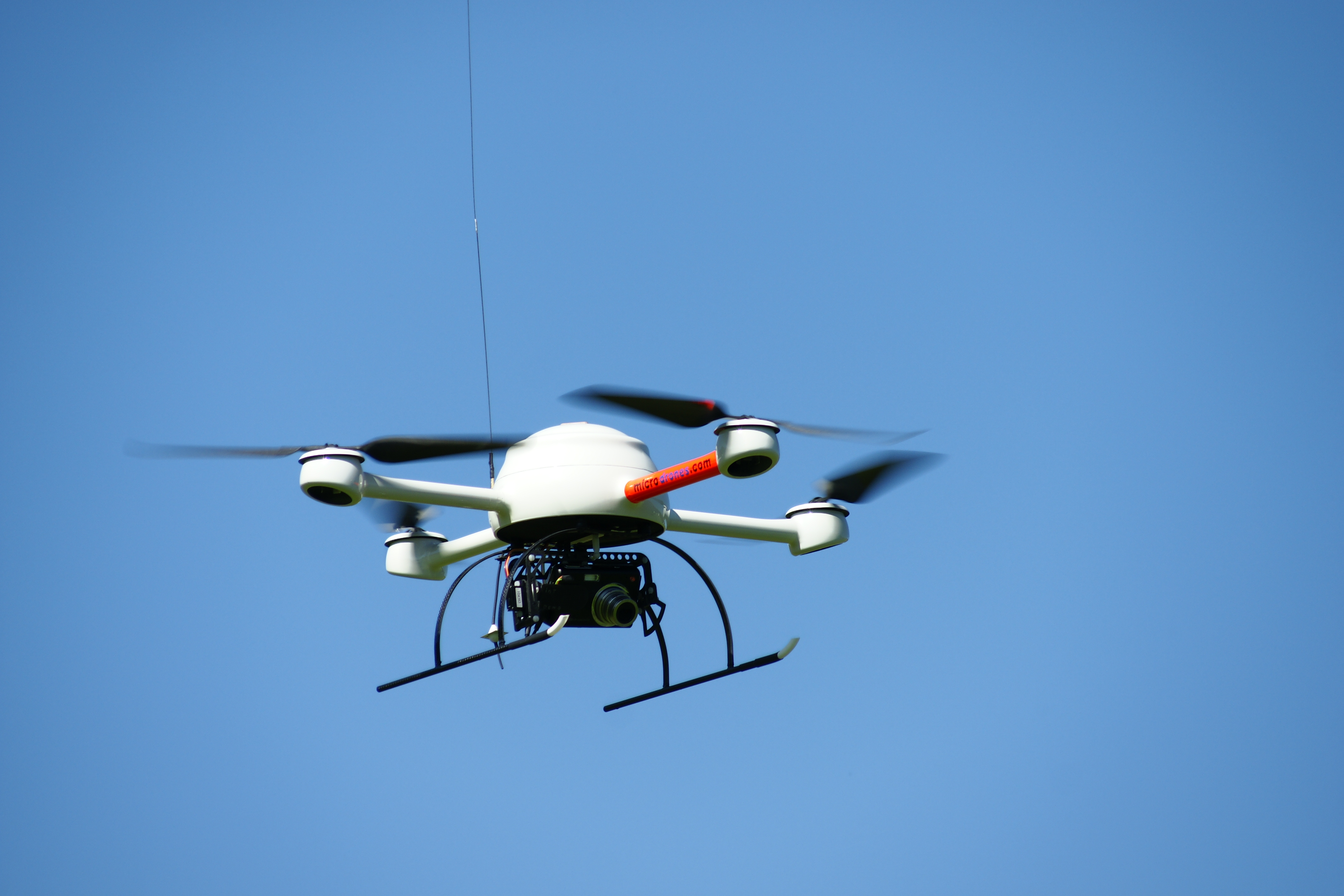
کوادکوپتر، یک دستگاه محبوب با کنترل رادیویی

کنترل رادیویی (به اختصار: RC) به معنای استفاده از سیگنال‌های کنترلی است که توسط رادیو برای کنترل از راه دور یک دستگاه ارسال می‌شود. نمونه‌هایی از سیستم‌های کنترل رادیویی ساده عبارت‌اند از درب‌بازکن‌های پارکینگ و سیستم‌های ورود بدون کلید برای وسایل نقلیه، که در آن‌ها یک فرستندهٔ رادیویی دستی کوچک، قفل درها را باز یا بسته می‌کند. از کنترل رادیویی همچنین برای کنترل خودروهای مدل توسط فرستنده‌های رادیویی دستی استفاده می‌شود. سازمان‌های صنعتی، نظامی و تحقیقات علمی نیز از وسایل نقلیهٔ کنترل رادیویی، استفاده می‌کنند. یک برنامه کاربردی که به سرعت در حال رشد است، کنترل وسایل نقلیه هوایی بدون سرنشین (پهپادها یا کوادکوپترها) برای استفاده‌های غیرنظامی و نظامی است، البته این موارد، سیستم‌های کنترل پیچیده‌تری نسبت به کاربردهای معمول و ساده دارند.

## تاریخچه

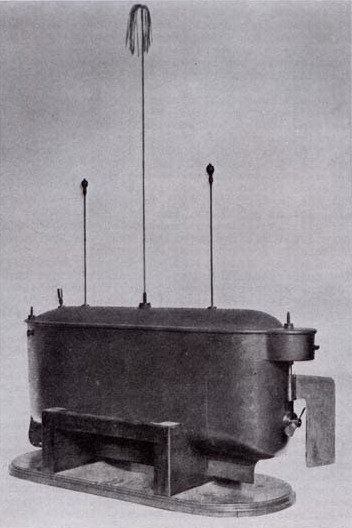
In 1898, قایق رادیویی تسلا (—Method of an Apparatus for مکانیسم کنترل وسیله نقلیه یا وسایل نقلیه متحرک).

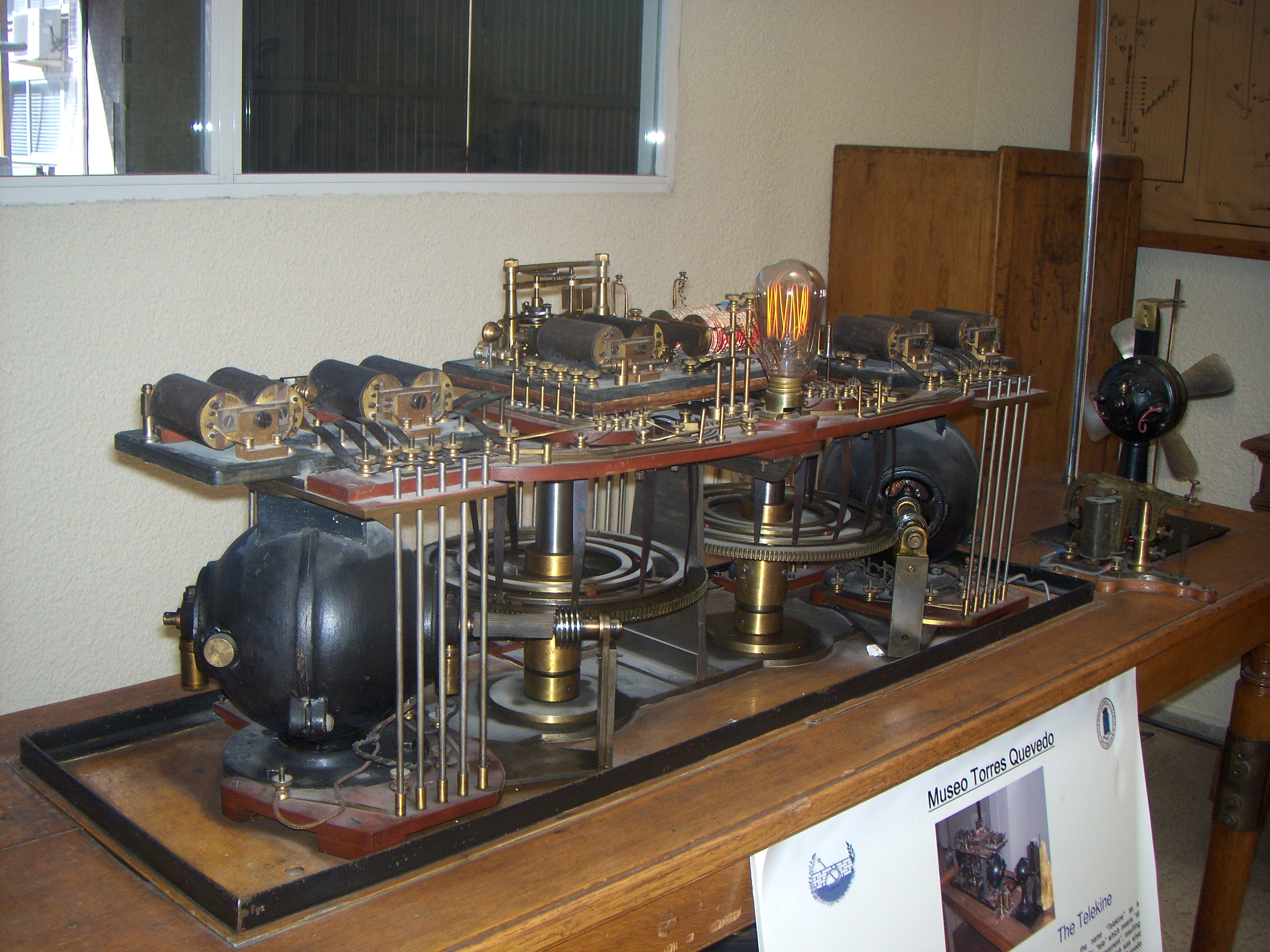
The Telekino, Telekino که توسط Leonardo Torres y Quevedo در سال ۱۹۰۳ اختراع شد، دستورهای ارسال شده توسط امواج الکترومغناطیسی را اجرا می‌کرد.

ایده کنترل وسایل نقلیه بدون سرنشین (بیشتر برای بهبود دقت اژدرها برای اهداف نظامی) پیش از اختراع رادیو است. نیمه دوم دهه ۱۸۰۰ شاهد توسعه بسیاری از این دستگاه‌ها بودیم که به وسیله سیم به اپراتور متصل می‌شدند، از جمله اولین اختراع عملی که توسط مهندس آلمانی Werner von Siemens در سال ۱۸۷۰ ایجاد شد.
رها شدن از شر سیم‌ها با استفاده از فناوری بی‌سیم جدید، رادیو، در اواخر دهه ۱۸۹۰ ظاهر شد. در سال ۱۸۹۷، مهندس بریتانیایی ارنست ویلسون و سی جی ایوانز یک اژدر رادیویی کنترل شده یا قایق‌های کنترل رادیویی از راه دور را در رودخانه تیمز به نمایش گذاشتند.
در نمایشگاهی در سال ۱۸۹۸ در مدیسون اسکوئر گاردن، نیکولا تسلا یک قایق کوچک بدون سرنشین را به نمایش گذاشت که از کنترل رادیویی استفاده می‌کرد. با توجه به فروش این ایده به دولت ایالات متحده به عنوان یک اژدر، حق ثبت اختراع تسلا در سال ۱۸۹۸ شامل یک تغییر فرکانس بود تا دشمن نتواند کنترل دستگاه را به دست بگیرد.
در سال ۱۹۰۳، مهندس اسپانیایی لئوناردو تورس y Quevedo یک سیستم کنترل مبتنی بر رادیو به نام "Telekino" را در آکادمی علوم پاریس معرفی کرد.
در همان سال در فرانسه، اسپانیا، بریتانیای کبیر و ایالات متحده حق ثبت اختراع گرفت. این به عنوان راهی برای آزمایش یک دایریبل با طراحی خودش بدون به خطر انداختن جان انسان‌ها در نظر گرفته شده بود. برای جلوگیری از هزینه‌های احتمالی شکست نمونه اولیه کشتی هوایی خود، او دستگاه نمایشی خود را در یک قایق ساخت. برخلاف سیستم‌های قبلی که اقداماتی از نوع «روشن/خاموش» انجام می‌دادند، دستگاه تورس قادر بود سیگنال‌های دریافتی برای اجرای عملیات را به تنهایی به خاطر بسپارد و ۱۹ دستور مختلف را انجام دهد.
در سال ۱۹۰۶، تورس در حضور حضار از جمله پادشاه اسپانیا، این اختراع را در بندر بیلبائو به نمایش گذاشت و یک قایق با سرنشین را از ساحل، هدایت نمود. بعدها، او تلاش کرد تا Telekino را برای پرتابه‌ها و اژدرها استفاده کند، اما مجبور شد پروژه را به دلیل کمبود بودجه رها کند.
در سال ۱۹۰۴،bat، پرتاب بخار Windermere، با استفاده از کنترل رادیویی آزمایشی توسط مخترع آن، [Jack Kitchen] کنترل شد. در سال ۱۹۰۹، گابت، مخترع فرانسوی، یک اژدر با رادیو کنترل را به نمایش گذاشت.
در سال ۱۹۱۷، آرچیبالد لو به عنوان رئیس کارهای آزمایشی مخفی RFC در Feltham، اولین فردی بود که از کنترل رادیویی با موفقیت بر روی یک هواپیما، "هدف هوایی" استفاده کرد. این هواپیما توسط هنری سگرو، دارنده رکورد سرعت هوایی جهان، از روی زمین هدایت شد. سیستم‌های Low انتقال فرمان را به عنوان یک اقدام متقابل برای جلوگیری از مداخله دشمن رمزگذاری کردند.
تا سال ۱۹۱۸ مدرسه سیگنال نیروی دریایی سلطنتی، پورتسموث به فرماندهی اریک رابینسون V.C. از نوعی سیستم کنترل رادیویی هدف هوایی برای کنترل انواع مختلف شناورهای دریایی از جمله یک زیردریایی از هواپیمای "mother" استفاده کرد.
در طول جنگ جهانی اول، مخترع آمریکایی جان هیس هاموند، تکنیک‌های بسیاری در کنترل رادیویی را توسعه داد. از جمله توسعه اژدرهای کنترل‌شده از راه دور، کشتی‌ها و حتی سیستمی که به کشتی کنترل از راه دور اجازه می‌دهد نورافکن‌های کشتی دشمن را هدف قرار دهد. در سال ۱۹۲۲ او تجهیزات کنترل رادیویی را بر روی ناو جنگی منسوخ نیروی دریایی ایالات متحده USS Iowa نصب کرد تا بتوان از آن به عنوان یک کشتی هدف استفاده کرد.

## جنگ جهانی دوم
کنترل رادیویی در طول جنگ جهانی دوم بیشتر توسعه یافت، عمدتاً توسط آلمانی‌ها که از آن در تعدادی از پروژه‌های موشکی استفاده کردند.
سیستم‌های کنترل رادیویی ان دوره عموماً ماهیت الکترومکانیکی داشتند و از فرکانس‌های رزونانس متفاوت استفاده می‌کردند که هرکدام با دریافت یک فرکانس خاص، یکی از تعداد مختلف رله را کار می‌انداختند. رله‌ها نیز به نوبه خود محرک‌های مختلفی را فعال می‌کنند که بر روی سطوح کنترلی موشک عمل می‌کنند. فرستنده رادیویی کنترل‌کننده فرکانس‌های مختلف را در پاسخ به حرکات یک چوب کنترل ارسال می‌کند. اینها معمولاً سیگنال‌های روشن/خاموش بودند.
این سیستم‌ها تا دهه ۱۹۶۰ به‌طور گسترده مورد استفاده قرار گرفتند. سیستم‌های الکترومکانیکی که از رله‌های نی استفاده می‌کردند با سیستم‌های الکترونیکی مشابه جایگزین شدند، و کوچک‌سازی مداوم الکترونیک باعث شد سیگنال‌های بیشتری که به کانال‌های کنترلی گفته می‌شود، در یک بسته بسته‌بندی شوند. در حالی که سیستم‌های کنترل اولیه ممکن است دو یا سه کانال با استفاده از مدولاسیون دامنه داشته باشند، سیستم‌های مدرن شامل ۲۰ یا بیشتر با استفاده از مدولاسیون فرکانس هستند.

## مدل‌های رادیویی کنترل شده
اولین استفاده عمومی از سیستم‌های کنترل رادیویی در مدل‌ها در اوایل دهه ۱۹۵۰ با تجهیزات خودساخته تک کاناله آغاز شد. تجهیزات تجاری بعداً آمدند. ظهور ترانزیستورها نیاز باتری را تا حد زیادی کاهش داد، زیرا جریان مورد نیاز در ولتاژ پایین بسیار کاهش یافت و باتری ولتاژ بالا حذف شد. در هر دو مجموعه لوله و ترانزیستور اولیه، سطوح کنترل مدل معمولاً توسط یک «فرار» الکترومغناطیسی کار می‌کردند که انرژی ذخیره‌شده را در یک حلقه باند لاستیکی کنترل می‌کرد و امکان کنترل ساده/خاموش سکان (راست، چپ و خنثی) و گاهی اوقات عملکردهای دیگر را فراهم می‌کرد. مانند سرعت موتور.
گیرنده‌های سوپرهتروداین کنترل شده با کریستال با گزینش پذیری و پایداری بهتر، باعث شد تا تجهیزات کنترلی را توانمندتر و با هزینه کمتری ایجاد شوند. توسعه‌های چند کاناله برای هواپیماها که واقعاً به حداقل سه بعد کنترل (انحراف، زمین و سرعت موتور) نیاز داشتند، در مقابل قایق‌ها که فقط به دو یا یک مورد نیاز داشتند، کاربرد بسزایی داشت.
همان‌طور که انقلاب الکترونیک شروع شد، طراحی مدار کانال تک سیگنال اضافی شد، و در عوض رادیوها جریان‌های سیگنال کدگذاری شده متناسبی را ارائه کردند که یک سروومکانیسم می‌توانست با استفاده از مدولاسیون عرض پالس (PWM) تفسیر کند.
اخیراً، سیستم‌های پیشرفته با استفاده از ویژگی‌های مدولاسیون کد پالس (PCM) به بازار آمده‌اند که سیگنال بیت‌استریم دیجیتال رایانه‌ای را به دستگاه دریافت‌کننده ارائه می‌کنند، به‌جای نوع کدگذاری قبلی PWM. برخی از گیرنده‌های سیگنال FM مدرن‌تر که همچنان از رمزگذاری «PWM» استفاده می‌کنند، به لطف استفاده از تراشه‌های رایانه‌ای پیشرفته‌تر در آنها، می‌توانند به‌تنهایی قفل شوند و از ویژگی‌های سیگنال منفرد یک فرستنده RC نوع PWM استفاده کنند. بدون نیاز به یک «کد» خاص که همراه با اطلاعات کنترل ارسال می‌شود، همان‌طور که رمزگذاری PCM همیشه مورد نیاز بوده‌است.
در اوایل قرن بیست و یکم، سیستم‌های کنترل RC با طیف گسترده ۲٫۴ گیگاهرتز به‌طور فزاینده‌ای در کنترل خودروها و هواپیما مورد استفاده قرار گرفته‌اند. اکنون، این سیستم‌های ۲٫۴ گیگاهرتزی توسط اکثر سازندگان رادیویی ساخته می‌شوند. قیمت این سیستم‌های رادیویی از چند هزار دلار متغیر است و برای برخی تا زیر ۳۰ دلار آمریکا. برخی از سازندگان حتی کیت‌های تبدیل را برای گیرنده‌ها و رادیوهای دیجیتال قدیمی تر ۷۲ مگاهرتز یا ۳۵ مگاهرتز ارائه می‌دهند.

## کاربردهای مدرن نظامی و هوافضا
کاربردهای نظامی کنترل از راه دور معمولاً کنترل رادیویی به معنای مستقیم نیستند؛ بلکه به شکل دستورالعمل‌هایی هستند که برای یک خلبان خودکار کاملاً مستقل و کامپیوتری ارسال می‌شوند. به جای سیگنال «چرخش به چپ» که تا زمانی که هواپیما در جهت درست پرواز کند اعمال می‌شود، سیستم یک دستورالعمل واحد می‌فرستد که می‌گوید «تا این نقطه پرواز کنید».
برخی از برجسته‌ترین نمونه‌های کنترل رادیویی از راه دور یک وسیله نقلیه، مریخ نوردهای اکتشافی مانند Sojourner هستند.

## کنترل از راه دور رادیویی صنعتی
امروزه از رادیو کنترل در صنعت برای وسایلی مانند جرثقیل‌های سقفی و لوکوموتیوهای کلید استفاده می‌شود. اپراتورهای رادیویی برای اهدافی مانند بازرسی و وسایل نقلیه ویژه برای خلع سلاح بمب‌ها استفاده می‌شود. برخی از دستگاه‌های کنترل‌شده از راه دور، ربات نامیده می‌شوند، اما به درستی به عنوان اپراتور از راه دور دسته‌بندی می‌شوند، زیرا به‌طور مستقل عمل نمی‌کنند، بلکه فقط تحت کنترل یک اپراتور انسانی عمل می‌کنند.
ریموت کنترل جرثقیل می‌تواند توسط یک شخص یا توسط یک سیستم کنترل کامپیوتری در حالت ماشین به ماشین (M2M) کار کند. به عنوان مثال، یک انبار خودکار ممکن است از یک جرثقیل رادیویی کنترل شده استفاده کند که توسط رایانه برای بازیابی یک کالای خاص کار می‌کند. کنترل‌های رادیویی صنعتی برای برخی از کاربردها، مانند ماشین‌های بالابر، در بسیاری از حوزه‌های قضایی باید از طراحی ایمن استفاده کنند.
کنترل از راه دور صنعتی متفاوت از اکثر محصولات مصرفی است. هنگامی که گیرنده سیگنال رادیویی را که فرستنده ارسال می‌کند دریافت می‌کند، آن را بررسی می‌کند تا فرکانس صحیح باشد و هر کد امنیتی مطابقت داشته باشد. هنگامی که تأیید کامل شد، گیرنده دستورالعملی را به رله ای که فعال می‌شود ارسال می‌کند. رله یک عملکرد مربوط به دکمه فرستنده را در برنامه فعال می‌کند. این می‌تواند درگیر کردن یک موتور جهت دهنده الکتریکی در یک جرثقیل سقفی باشد. در یک گیرنده معمولاً چندین رله وجود دارد، و در چیزی به پیچیدگی یک جرثقیل سقفی، شاید تا ۱۲ یا بیشتر رله برای کنترل همه جهات مورد نیاز باشد. در گیرنده ای که یک دروازه را باز می‌کند، اغلب دو رله کافی می‌باشد.